# سفارة أوزبكستان في أوكرانيا
سفارة أوزبكستان في أوكرانيا هي أرفع تمثيل دبلوماسي لدولة أوزبكستان لدى أوكرانيا. تقع السفارة في كييف وهي تهدف لتعزيز المصالح الأوزبكستانية في أوكرانيا.

## وصلات خارجية
- الموقع الرسمي
- قائمة سفارات أوزبكستان
- قائمة السفارات في أوكرانيا